# Viorel Moldovan
Viorel Dinu Moldovan, född 8 juli 1972 i Bistrița, är en före detta rumänsk fotbollsspelare. Han är för närvarande assisterande tränare för det rumänska landslaget. Han spelade 70 landskamper för Rumänien och gjorde 25 mål.